# Агонья
Аго́нья (итал. Agogna) — река на северо-западе Италии. Левый приток реки По. Длина 140 км, площадь бассейна 997 км². Средний расход воды в устье — 21,22 м³/с.
Течёт на востоке Пьемонта (провинции Вербано-Кузио-Оссола и Новара) и на западе Ломбардии (провинция Павия).
Исток между озёрами Орта и Лаго-Маджоре. Высота истока — 1117 м над уровнем моря. Недалеко от города Новара реку пересекает канал Кавур (Canale Cavour). Течёт большей частью по Паданской равнине, впадает в реку По на территории Ломбардии, недалеко от границы с Пьемонтом. Высота устья — 70 м над уровнем моря. Питает оросительные каналы.
Во время завоевания Италии Наполеоном I именем реки был назван один из департаментов с центром в Новаре.
Главный приток — река Эрбоньоне.